# Clotilde Brière-Misme
Clotilde Brière-Misme (* als Clotide Jeanne Marie Misme; 6. April 1889 in Lyon; † 11. Februar 1970 in Neuilly-sur-Seine) war eine französische Bibliothekarin, Kunstkritikerin und Kunsthistorikerin. Ein Schwerpunkt ihrer Arbeiten war die holländische Malerei; ihr Essay Un intimiste hollandais war 1935 die erste monografische Studie über den schwer zu greifenden Maler Jacobus Vrel.

## Leben
Clotilde Jeanne Marie Misme wurde 1889 in Lyon als Tochter der feministischen Journalistin Jane Misme und deren Ehemann, dem Architekten Louis Misme geboren. Kunst und Literatur spielten im Elternhaus eine große Rolle, ebenso war es selbstverständlich, dass die Tochter einen Beruf ausüben und unabhängig werden sollte.
1910 bis 1913 studierte sie an der École du Louvre bei André Michel, Salomon Reinach und Gaston Brière. Bereits zu Beginn ihres Studiums konnte sie erste Texte im Feuilleton der von ihrer Mutter gegründeten feministischen Wochenzeitschrift La Française veröffentlichen. Théodore Reinach engagierte sie für seine Gazette des Beaux-Arts, um über holländische Kunst zu schreiben. In den Folgejahren profilierte sie sich auch als Kunstkritikerin und betreute schließlich von 1917 bis 1919 die Kolumne über „Kleine Ausstellungen“ der Zeitschrift, für die sie 1919 mit dem Frantz-Jourdain-Preis für unabhängige Kunstkritik ausgezeichnet wurde. Aus diesem für sie zu dynamischen Umfeld zog sie sich jedoch zurück, um sich verstärkt „in der Vergangenheit zu verschanzen“, was in ihrem Fall die Beschäftigung mit den „holländischen Intimisten“ des 17. Jahrhunderts bedeutete. Ihre Dissertation, die sie diesem Thema widmen wollte, blieb unvollendet.
1918 begann sie ihre langjährige Tätigkeit in der Bibliothèque d'art et d'archéologie. In einem Aufsatz von 2019 wird Clotilde Brière-Misme als „graue Eminenz“ bezeichnet, die als Sekretärin, Bibliothekarin und de facto stellvertretende Direktorin mit ihren 29 Jahren im Jahr 1918 die junge Generation einer Institution verkörperte, die sich in der Zwischenkriegszeit von einer Privat- zu einer Universitätsbibliothek wandelte. Nicht zuletzt war sie die erste Frau, die eine verantwortungsvolle Position in der Bibliothek für Kunst und Archäologie innehatte.
Ihre seit 1920 geführte Korrespondenz und Freundschaft mit Helen Frick, Tochter des Stahlmagnaten Henry Clay Frick und Gründerin der Frick Art Reference Library in New York veranlasste diese zu einer finanziellen Förderung der Bibliothek. Diese ermöglichte 1920 bis 1939 die Reproduktion von zahlreichen Kunstwerken und versorgte die hauseigene Fotothek mit Abzügen.
1925 heiratete Clotilde Misme ihren ehemaligen Dozenten Gaston Brière, der Konservator im Schloss von Versailles war, so dass sie verstärkt gesellschaftlichen Verpflichtungen nachkommen musste. Sie gab 1928 ihre Aufgaben als Bibliothekarin ab und wurde 1928 zur Konservatorin der Abteilung für Drucke und Fotografien ernannt, eine Tätigkeit, die sie bis 1939 mit einem Team von Freiwilligen vor allem ehrenamtlich ausführte. Von 1931 bis 1937 wurden so 40.000 Fotografien von Gemälden erschlossen und für das Bibliothekspublikum zugänglich gemacht. Für ihre Verdienste um die Bibliothek wurde sie 1936 zum Ritter der Ehrenlegion ernannt. Ein Jahr zuvor war sie bereits mit niederländischen Verdienstorden von Oranien-Nassau für ihre wissenschaftliche Arbeit ausgezeichnet worden.
1939 endete ihre Laufbahn in der Bibliothek endgültig. Trotz einer zunehmende Erblindung, die sich seit den 1920ern bemerkbar gemacht hatte, veröffentlichte sie bis 1955 weiterhin zu ihren „geliebten Holländern“.
Clotilde Brière-Misme starb 1970 in dem Pariser Vorort Neuilly-sur-Seine. Ihr zweiteiliger Essay zu Jacobus Vrel von 1935 war die erste und blieb über lange Zeit die einzige Arbeit, die das bis dahin bekannte Gesamtwerk dieses Malers betrachtete, wie die Kunsthistorikerin Danielle Dufort in ihrer Dissertation zu Vrel 2019 anmerkte.

### Nachlass
Clotilde Brière-Misme hinterließ eine Reihe von unveröffentlichten Manuskripten, die sie dem Kunsthistorische Institut (RKD) in Den Haag vermachte. Ihre Bücher teilte sie zwischen der Bibliothèque d'art et d'archéologie und dem Niederländischen Institut in Paris auf. Weitere Dokumente zu Gaston Brière und Clotilde Brières-Misme befinden sich in der Bibliothek des Institut national d'histoire de l'art (der Nachfolgeinstitution der Bibliothèque d'art et d'archéologie). Eine ererbte Immobilie ging zur finanziellen Förderung der Bibliothekssammlungen an die Universität von Paris.

## Publikationen (Auswahl)
- L'exposition hollandaise des Tuileries, Gazette des Beaux-Arts, 1920
- Un Pieter de Hooch inconnu au Musée de Lisbonne, Gazette des Beaux-Arts, 1921
- Un petit maître hollandais : Emmanuel de Witte, Gazette des Beaux-Arts, 1923
- Deux boîtes à perspective hollandaises du 17e siècle, Gazette des Beaux-Arts, 1924
- La peinture au Musée du Louvre : École hollandaise, Paris : L'Illustration, 1925, 3e éd. 1943.
- La peinture hollandaise, Paris : G. Van Oest, 1927
- Histoire de la collection des peintures septentrionales au Musée du Louvre, Paris, 1927.
- Tableaux inédits ou peu connus de Pieter de Hooch, Gazette des Beaux-Arts, 1927
- La donation de Croÿ au Musée du Louvre, Gazette des Beaux-Arts, 1933
- Un intimiste hollandais : Jacob Vrel, Revue de l'Art, 1935
- Un émule de Vermeer et de Pieter de Hooch : Cornélis de Man, Oud-Holland, 1935
- Un portrait retrouvé de Constantin Huygens, Oud-Holland, 1936